# Koerswinst
Koerswinst is het positieve verschil tussen de aankoopprijs en de verkoopprijs van een object al dan niet in de vorm van aandelen, obligaties of valuta. Doorgaans wordt dit berekend per jaar, maar is niet het enige waar bij een investering geld aan verdiend kan worden, ook rente of dividend kan worden uitgekeerd, iets wat meestal een negatieve invloed op de koers heeft omdat in de prijs doorgaans een uit te betalen rente of dividend door handelaren wordt meegerekend.
De nettowinst zal lager zijn dan de koerswinst. Om de aandelen te kopen, bewaren en verkopen worden ook kosten gemaakt. Schaalvoordeel op transactiekosten bepaalt in grote mate de uiteindelijke winst.